# Желєзо (містечко)
Желєзо (рос. Железо) — містечко у Лузькому районі Ленінградської області Російської Федерації.
Населення становить 9 осіб. Належить до муніципального утворення Толмачовське міське поселення.

## Історія
Згідно із законом від 28 вересня 2004 року № 65-оз належить до муніципального утворення Толмачовське міське поселення.

## Населення
| 2007 | 2010 |
| ---- | ---- |
| 1    | ↗9   |